# Lijst van gemeenten van Oaxaca
De Mexicaanse deelstaat Oaxaca bestaat uit 570 gemeenten.
| INEGI | Gemeente                             | Inwoners | Oppervlakte | Hoofdplaats                            | Inwoners |
| ----- | ------------------------------------ | -------- | ----------- | -------------------------------------- | -------- |
| 001   | Abejones                             | 1.084    | 126,4 km²   | Abejones                               | 841      |
| 002   | Acatlán de Pérez Figueroa            | 45.167   | 754,6 km²   | Acatlán de Pérez Figueroa              | 6.040    |
| 003   | Asunción Cacalotepec                 | 2.547    | 76,3 km²    | Asunción Cacalotepec                   | 785      |
| 004   | Asunción Cuyotepeji                  | 1.107    | 83,7 km²    | Asunción Cuyotepeji                    | 927      |
| 005   | Asunción Ixtaltepec                  | 15.261   | 658,9 km²   | Asunción Ixtaltepec                    | 7.203    |
| 006   | Asunción Nochixtlán                  | 20.464   | 343,4 km²   | Asunción Nochixtlán                    | 13.284   |
| 007   | Asunción Ocotlán                     | 2.395    | 4,5 km²     | Asunción Ocotlán                       | 2.612    |
| 008   | Asunción Tlacolulita                 | 734      | 189,9 km²   | Asunción Tlacolulita                   | 432      |
| 009   | Ayotzintepec                         | 6.857    | 157,5 km²   | Ayotzintepec                           | 3.609    |
| 010   | El Barrio de la Soledad              | 13.474   | 252,1 km²   | El Barrio de la Soledad                | 2.399    |
| 011   | Calihualá                            | 1.402    | 67,7 km²    | Calihualá                              | 607      |
| 012   | Candelaria Loxicha                   | 11.166   | 181,0 km²   | Candelaria Loxicha                     | 2.072    |
| 013   | Ciénega de Zimatlán                  | 3.043    | 10,3 km²    | Ciénega de Zimatlán                    | 2.753    |
| 014   | Ciudad Ixtepec                       | 28.082   | 294,1 km²   | Ciudad Ixtepec                         | 28.082   |
| 015   | Coatecas Altas                       | 5.356    | 119,4 km²   | Coatecas Altas                         | 2.851    |
| 016   | Coicoyán de las Flores               | 9.563    | 126,1 km²   | Coicoyán de las Flores                 | -        |
| 017   | La Compañía                          | 3.607    | 104,2 km²   | La Compañía                            | 667      |
| 018   | Concepción Buenavista                | 752      | 224,6 km²   | Concepción Buenavista                  | -        |
| 019   | Concepción Pápalo                    | 2.754    | 173,6 km²   | Concepción Pápalo                      | -        |
| 020   | Constancia del Rosario               | 4.847    | 57,2 km²    | Constancia del Rosario                 | -        |
| 021   | Cosolapa                             | 14.488   | 112,1 km²   | Cosolapa                               | 8.320    |
| 022   | Cosoltepec                           | 803      | 111,7 km²   | Cosoltepec                             | -        |
| 023   | Cuilápam de Guerrero                 | 26.882   | 49,8 km²    | Cuilápam de Guerrero                   | 12.360   |
| 024   | Cuyamecalco Villa de Zaragoza        | 3.644    | 79,1 km²    | Cuyamecalco Villa de Zaragoza          | -        |
| 025   | Chahuites                            | 11.356   | 22,7 km²    | Chahuites                              | 11.356   |
| 026   | Chalcatongo de Hidalgo               | 9.035    | 133,3 km²   | Chalcatongo de Hidalgo                 | 9.035    |
| 027   | Chiquihuitlán de Benito Juárez       | 2.179    | 36,0 km²    | Chiquihuitlán de Benito Juárez         | 1.462    |
| 028   | Heroica Ciudad de Ejutla de Crespo   | 23.148   | 317,5 km²   | Heroica Ciudad de Ejutla de Crespo     | -        |
| 029   | Eloxochitlán de Flores Magón         | 4.215    | 35,8 km²    | Eloxochitlán de Flores Magón           | 901      |
| 030   | El Espinal                           | 8.730    | 56,1 km²    | El Espinal                             | 8.730    |
| 031   | Tamazulápam del Espíritu Santo       | 7.185    | 112,0 km²   | Tamazulápam del Espíritu Santo         | 2.783    |
| 032   | Fresnillo de Trujano                 | 1.077    | 61,3 km²    | Fresnillo de Trujano                   | 305      |
| 033   | Guadalupe Etla                       | 2.929    | 4,3 km²     | Guadalupe Etla                         | -        |
| 034   | Guadalupe de Ramírez                 | 1.288    | 30,8 km²    | Guadalupe de Ramírez                   | 783      |
| 035   | Guelatao de Juárez                   | 657      | 4,5 km²     | Guelatao de Juárez                     | 517      |
| 036   | Guevea de Humboldt                   | 5.256    | 280,9 km²   | Guevea de Humboldt                     | 1.559    |
| 037   | Mesones Hidalgo                      | 4.424    | 174,7 km²   | Mesones Hidalgo                        | 976      |
| 038   | Villa Hidalgo Yalálag                | 1.885    | 59,0 km²    | Villa Hidalgo                          | 1.752    |
| 039   | Heroica Ciudad de Huajuapan de León  | 78.313   | 325,8 km²   | Heroica Ciudad de Huajuapan de León    | 78.813   |
| 040   | Huautepec                            | 6.385    | 47,0 km²    | Huautepec                              | -        |
| 041   | Huautla de Jiménez                   | 31.710   | 148,0 km²   | Huautla de Jiménez                     | 10.528   |
| 042   | Ixtlán de Juárez                     | 8.385    | 562,3 km²   | Ixtlán de Juárez                       | 7.188    |
| 043   | Juchitán de Zaragoza                 | 113.570  | 911,3 km²   | Heroica Ciudad de Juchitán de Zaragoza | 113.570  |
| 044   | Loma Bonita                          | 40.934   | 485,8 km²   | Loma Bonita                            | 31.469   |
| 045   | Magdalena Apasco                     | 7.888    | 27,0 km²    | Magdalena Apasco                       | 3.013    |
| 046   | Magdalena Jaltepec                   | 2.943    | 234,7 km²   | Magdalena Jaltepec                     | 568      |
| 047   | Santa Magdalena Jicotlán             | 81       | 26,8 km²    | Santa Magdalena Jicotlán               | 81       |
| 048   | Magdalena Mixtepec                   | 1.433    | 41,0 km²    | Magdalena Mixtepec                     | -        |
| 049   | Magdalena Ocotlán                    | 1.184    | 10,3 km²    | Magdalena Ocotlán                      | 1.184    |
| 050   | Magdalena Peñasco                    | 3.750    | 85,1 km²    | Magdalena Peñasco                      | 463      |
| 051   | Magdalena Teitipac                   | 4.764    | 39,4 km²    | Magdalena Teitipac                     | 4.644    |
| 052   | Magdalena Tequisistlán               | 5.996    | 840,6 km²   | Magdalena Tequisistlán                 | 3.605    |
| 053   | Magdalena Tlacotepec                 | 1.297    | 124,4 km²   | Magdalena Tlacotepec                   | 1.234    |
| 054   | Magdalena Zahuatlán                  | 404      | 24,8 km²    | Magdalena Zahuatlán                    | 381      |
| 055   | Mariscala de Juárez                  | 3.739    | 144,2 km²   | Mariscala de Juárez                    | 2.169    |
| 056   | Mártires de Tacubaya                 | 1.446    | 57,5 km²    | Mártires de Tacubaya                   | -        |
| 057   | Matías Romero Avendaño               | 38.183   | 1.355,4 km² | Matías Romero Avendaño                 | 38.183   |
| 058   | Mazatlán Villa de Flores             | 12.722   | 182,2 km²   | Mazatlán Villa de Flores               | 1.026    |
| 059   | Miahuatlán de Porfirio Díaz          | 50.375   | 467,4 km²   | Miahuatlán de Porfirio Díaz            | 29.130   |
| 060   | Mixistlán de la Reforma              | 2.487    | 67,7 km²    | Mixistlán de la Reforma                | 1.125    |
| 061   | Monjas                               | 2.893    | 22,4 km²    | Monjas                                 | 676      |
| 062   | Natividad                            | 498      | 2,2 km²     | Natividad                              | 498      |
| 063   | Nazareno Etla                        | 4.293    | 4,3 km²     | Nazareno Etla                          | 3.850    |
| 064   | Nejapa de Madero                     | 8.494    | 504,4 km²   | Nejapa de Madero                       | 2.021    |
| 065   | Ixpantepec Nieves                    | 1.079    | 72,5 km²    | Ixpantepec Nieves                      | 601      |
| 066   | Santiago Niltepec                    | 5.342    | 547,6 km²   | Santiago Niltepec                      | 3.218    |
| 067   | Oaxaca de Juárez                     | 270.955  | 89,5 km²    | Oaxaca de Juárez                       | 258.913  |
| 068   | Ocotlán de Morelos                   | 23.751   | 119,5 km²   | Ocotlán de Morelos                     | 16.645   |
| 069   | La Pe                                | 3.052    | 26,9 km²    | La Pe                                  | 2.527    |
| 070   | Pinotepa de Don Luis                 | 6.416    | 67,4 km²    | Pinotepa de Don Luis                   | 5.471    |
| 071   | Pluma Hidalgo                        | 3.255    | 103,2 km²   | Pluma Hidalgo                          | 587      |
| 072   | San José del Progreso                | 8.059    | 108,4 km²   | San José del Progreso                  | 3.583    |
| 073   | Putla Villa de Guerrero              | 34.652   | 406,8 km²   | Putla Villa de Guerrero                | 10.925   |
| 074   | Santa Catarina Quioquitani           | 456      | 38,4 km²    | Santa Catarina Quioquitani             | 456      |
| 075   | Reforma de Pineda                    | 2.660    | 33,4 km²    | Reforma de Pineda                      | -        |
| 076   | La Reforma                           | 3.411    | 186,6 km²   | La Reforma                             | 1.430    |
| 077   | Reyes Etla                           | 4.370    | 12,0 km²    | Reyes Etla                             | 2.367    |
| 078   | Rojas de Cuauhtémoc                  | 1.301    | 12,5 km²    | Rojas de Cuauhtémoc                    | 1.301    |
| 079   | Salina Cruz                          | 84.438   | 131,9 km²   | Salina Cruz                            | 84.438   |
| 080   | San Agustín Amatengo                 | 1.593    | 55,6 km²    | San Agustín Amatengo                   | 1.577    |
| 081   | San Agustín Atenango                 | 1.871    | 96,5 km²    | San Agustín Atenango                   | 1.315    |
| 082   | San Agustín Chayuco                  | 4.163    | 151,0 km²   | San Agustín Chayuco                    | 2.029    |
| 083   | San Agustín de las Juntas            | 11.391   | 26,0 km²    | San Agustín de las Juntas              | 8.603    |
| 084   | San Agustín Etla                     | 4.168    | 55,1 km²    | San Agustín Etla                       | 4.166    |
| 085   | San Agustín Loxicha                  | 26.194   | 335,7 km²   | San Agustín Loxicha                    | 2.780    |
| 086   | San Agustín Tlacotepec               | 1.032    | 51,4 km²    | San Agustín Tlacotepec                 | 571      |
| 087   | San Agustín Yatareni                 | 5.521    | 6,4 km²     | San Agustín Yatareni                   | 4.897    |
| 088   | San Andrés Cabecera Nueva            | 2.881    | 260,7 km²   | San Andrés Cabecera Nueva              | 366      |
| 089   | San Andrés Dinicuiti                 | 2.308    | 99,3 km²    | San Andrés Dinicuiti                   | 1.101    |
| 090   | San Andrés Huaxpaltepec              | 6.234    | 87,6 km²    | San Andrés Huaxpaltepec                | 6.234    |
| 091   | San Andrés Huayapam                  | 6.279    | 27,6 km²    | San Andrés Huayapam                    | 5.699    |
| 092   | San Andrés Ixtlahuaca                | 1.776    | 28,8 km²    | San Andrés Ixtlahuaca                  | 1.272    |
| 093   | San Andrés Lagunas                   | 518      | 50,0 km²    | San Andrés Lagunas                     | 198      |
| 094   | San Andrés Nuxiño                    | 1.850    | 64,0 km²    | San Andrés Nuxiño                      | 266      |
| 095   | San Andrés Paxtlán                   | 4.562    | 57,1 km²    | San Andrés Paxtlán                     | 1.196    |
| 096   | San Andrés Sinaxtla                  | 756      | 22,6 km²    | San Andrés Sinaxtla                    | 589      |
| 097   | San Andrés Solaga                    | 1.771    | 48,6 km²    | San Andrés Solaga                      | 657      |
| 098   | San Andrés Teotilálpam               | 4.233    | 145,5 km²   | San Andrés Teotilálpam                 | 1.429    |
| 099   | San Andrés Tepetlapa                 | 381      | 14,4 km²    | San Andrés Tepetlapa                   | 381      |
| 100   | San Andrés Yaá                       | 393      | 40,9 km²    | San Andrés Yaá                         | 349      |
| 101   | San Andrés Zabache                   | 748      | 7,1 km²     | San Andrés Zabache                     | 748      |
| 102   | San Andrés Zautla                    | 5.326    | 69,4 km²    | San Andrés Zautla                      | 1.856    |
| 103   | San Antonino Castillo Velasco        | 6.064    | 11,3 km²    | San Antonino Castillo Velasco          | 5.354    |
| 104   | San Antonino el Alto                 | 2.705    | 105,3 km²   | San Antonino el Alto                   | 1.450    |
| 105   | San Antonino Monte Verde             | 7.678    | 109,7 km²   | San Antonino Monte Verde               | 1.180    |
| 106   | San Antonio Acutla                   | 249      | 16,5 km²    | San Antonio Acutla                     | 66       |
| 107   | San Antonio de la Cal                | 26.282   | 11,0 km²    | San Antonio de la Cal                  | 198      |
| 108   | San Antonio Huitepec                 | 2.936    | 191,4 km²   | San Antonio Huitepec                   | 1.462    |
| 109   | San Antonio Nanahuatipam             | 1.232    | 77,2 km²    | San Antonio Nanahuatipam               | 822      |
| 110   | San Antonio Sinicahua                | 1.668    | 29,2 km²    | San Antonio Sinicahua                  | 167      |
| 111   | San Antonio Tepetlapa                | 4.873    | 69,4 km²    | San Antonio Tepetlapa                  | 2.900    |
| 112   | San Baltazar Chichicápam             | 2.576    | 92,2 km²    | San Baltazar Chichicápam               | -        |
| 113   | San Baltazar Loxicha                 | 3.169    | 120,9 km²   | San Baltazar Loxicha                   | 2.175    |
| 114   | San Baltazar Yatzachi el Bajo        | 674      | 30,3 km²    | San Baltazar Yatzachi el Bajo          | 186      |
| 115   | San Bartolo Coyotepec                | 10.391   | 31,4 km²    | San Bartolo Coyotepec                  | 3.981    |
| 116   | San Bartolomé Ayautla                | 4.131    | 57,4 km²    | San Bartolomé Ayautla                  | 2.865    |
| 117   | San Bartolomé Loxicha                | 2.213    | 156,2 km²   | San Bartolomé Loxicha                  | 1.256    |
| 118   | San Bartolomé Quialana               | 2.389    | 23,9 km²    | San Bartolomé Quialana                 | -        |
| 119   | San Bartolomé Yucuañe                | 735      | 85,9 km²    | San Bartolomé Yucuañe                  | 708      |
| 120   | San Bartolomé Zoogocho               | 449      | 8,7 km²     | San Bartolomé Zoogocho                 | 449      |
| 121   | San Bartolo Soyaltepec               | 596      | 74,9 km²    | San Bartolo Soyaltepec                 | 47       |
| 122   | San Bartolo Yautepec                 | 653      | 93,4 km²    | San Bartolo Yautepec                   | 581      |
| 123   | San Bernardo Mixtepec                | 2.829    | 108,7 km²   | San Bernardo Mixtepec                  | 1.718    |
| 124   | San Blas Atempa                      | 19.696   | 208,3 km²   | San Blas Atempa                        | 13.117   |
| 125   | San Carlos Yautepec                  | 11.662   | 2.304.6 km² | San Carlos Yautepec                    | -        |
| 126   | San Cristóbal Amatlán                | 5.396    | 136,8 km²   | San Cristóbal Amatlán                  | 4.316    |
| 127   | San Cristóbal Amoltepec              | 1.252    | 31,8 km²    | San Cristóbal Amoltepec                | 472      |
| 128   | San Cristóbal Lachirioag             | 1.342    | 16,8 km²    | San Cristóbal Lachirioag               | 1.342    |
| 129   | San Cristóbal Suchixtlahuaca         | 356      | 53,1 km²    | San Cristóbal Suchixtlahuaca           | 327      |
| 130   | San Dionisio del Mar                 | 5.180    | 354,9 km²   | San Dionisio del Mar                   | 3.210    |
| 131   | San Dionisio Ocotepec                | 11.411   | 310,4 km²   | San Dionisio Ocotepec                  | 5.960    |
| 132   | San Dionisio Ocotlán                 | 1.380    | 10,1 km²    | San Dionisio Ocotlán                   | 1.103    |
| 133   | San Esteban Atatlahuca               | 3.934    | 109,2 km²   | San Esteban Atatlahuca                 | 489      |
| 134   | San Felipe Jalapa de Díaz            | 28.500   | 134,5 km²   | San Felipe Jalapa de Díaz              | 6.174    |
| 135   | San Felipe Tejalápam                 | 8.231    | 99,4 km²    | San Felipe Tejalápam                   | 2.308    |
| 136   | San Felipe Usila                     | 12.191   | 447,5 km²   | San Felipe Usila                       | 5.412    |
| 137   | San Francisco Cahuacúa               | 3.450    | 280,3 km²   | San Francisco Cahuacúa                 | 564      |
| 138   | San Francisco Cajonos                | 451      | 44,7 km²    | San Francisco Cajonos                  | 285      |
| 139   | San Francisco Chapulapa              | 2.195    | 62,5 km²    | San Francisco Chapulapa                | 348      |
| 140   | San Francisco Chindúa                | 812      | 22,6 km²    | San Francisco Chindúa                  | 774      |
| 141   | San Francisco del Mar                | 8.710    | 678,1 km²   | San Francisco del Mar                  | 4.724    |
| 142   | San Francisco Huehuetlán             | 842      | 14,3 km²    | San Francisco Huehuetlán               | 673      |
| 143   | San Francisco Ixhuatán               | 9.461    | 212,6 km²   | San Francisco Ixhuatán                 | 5.433    |
| 144   | San Francisco Jaltepetongo           | 1.075    | 47,4 km²    | San Francisco Jaltepetongo             | 280      |
| 145   | San Francisco Lachigoló              | 5.215    | 11,5 km²    | San Francisco Lachigoló                | 5.091    |
| 146   | San Francisco Logueche               | 2.803    | 40,8 km²    | San Francisco Logueche                 | 1.036    |
| 147   | San Francisco Nuxaño                 | 376      | 22,6 km²    | San Francisco Nuxaño                   | 321      |
| 148   | San Francisco Ozolotepec             | 2.182    | 49,5 km²    | San Francisco Ozolotepec               | -        |
| 149   | San Francisco Sola                   | 2.019    | 107,0 km²   | San Francisco Sola                     | 1.519    |
| 150   | San Francisco Telixtlahuaca          | 13.856   | 193,0 km²   | San Francisco Telixtlahuaca            | 12.474   |
| 151   | San Francisco Teopan                 | 312      | 86,3 km²    | San Francisco Teopan                   | 179      |
| 152   | San Francisco Tlapancingo            | 2.472    | 99,6 km²    | San Francisco Tlapancingo              | 855      |
| 153   | San Gabriel Mixtepec                 | 4.910    | 178,4 km²   | San Gabriel Mixtepec                   | 3.673    |
| 154   | San Ildefonso Amatlán                | 2.329    | 61,1 km²    | San Ildefonso Amatlán                  | 887      |
| 155   | San Ildefonso Sola                   | 1.060    | 38,7 km²    | San Ildefonso Sola                     | 270      |
| 156   | San Ildefonso Villa Alta             | 3.677    | 93,9 km²    | San Ildefonso Villa Alta               | 1.443    |
| 157   | San Jacinto Amilpas                  | 16.827   | 4,2 km²     | San Jacinto Amilpas                    | -        |
| 158   | San Jacinto Tlacotepec               | 2.233    | 63,6 km²    | San Jacinto Tlacotepec                 | 650      |
| 159   | San Jerónimo Coatlán                 | 5.537    | 583,7 km²   | San Jerónimo Coatlán                   | 918      |
| 160   | San Jerónimo Silacayoapilla          | 1.429    | 58,5 km²    | San Jerónimo Silacayoapilla            | 930      |
| 161   | San Jerónimo Sosola                  | 2.730    | 220,1 km²   | San Jerónimo Sosola                    | 96       |
| 162   | San Jerónimo Taviche                 | 2.046    | 72,7 km²    | San Jerónimo Taviche                   | 1.754    |
| 163   | San Jerónimo Tecóatl                 | 1.577    | 17,8 km²    | San Jerónimo Tecóatl                   | 809      |
| 164   | San Jorge Nuchita                    | 2.881    | 55,8 km²    | San Jorge Nuchita                      | 2.106    |
| 165   | San José Ayuquila                    | 1.629    | 21,8 km²    | San José Ayuquila                      | 952      |
| 166   | San José Chiltepec                   | 11.310   | 193,1 km²   | San José Chiltepec                     | 3.480    |
| 167   | San José del Peñasco                 | 2.149    | 28,5 km²    | San José del Peñasco                   | 713      |
| 168   | San José Estancia Grande             | 938      | 65,9 km²    | San José Estancia Grande               | 920      |
| 169   | San José Independencia               | 4.251    | 53,9 km²    | San José Independencia                 | 799      |
| 170   | San José Lachiguiri                  | 3.700    | 77,5 km²    | San José Lachiguiri                    | 1.179    |
| 171   | San José Tenango                     | 18.102   | 257,9 km²   | San José Tenango                       | 1.254    |
| 172   | San Juan Achiutla                    | 408      | 35,6 km²    | San Juan Achiutla                      | 146      |
| 173   | San Juan Atepec                      | 1.457    | 134,2 km²   | San Juan Atepec                        | 1.401    |
| 174   | Ánimas Trujano                       | 4.564    | 3,0 km²     | Ánimas Trujano                         | -        |
| 175   | San Juan Bautista Atatlahuca         | 1.424    | 421,6 km²   | San Juan Bautista Atatlahuca           | 579      |
| 176   | San Juan Bautista Coixtlahuaca       | 2.725    | 286,2 km²   | San Juan Bautista Coixtlahuaca         | 1.209    |
| 177   | San Juan Bautista Cuicatlán          | 10.365   | 496,4 km²   | San Juan Bautista Cuicatlán            | 5.403    |
| 178   | San Juan Bautista Guelache           | 6.692    | 52,1 km²    | San Juan Bautista Guelache             | 977      |
| 179   | San Juan Bautista Jayacatlán         | 1.447    | 114,4 km²   | San Juan Bautista Jayacatlán           | 1.447    |
| 180   | San Juan Bautista Lo de Soto         | 2.344    | 72,1 km²    | San Juan Bautista Lo de Soto           | 1.890    |
| 181   | San Juan Bautista Suchitepec         | 453      | 93,3 km²    | San Juan Bautista Suchitepec           | 282      |
| 182   | San Juan Bautista Tlacoatzintepec    | 2.181    | 50,1 km²    | San Juan Bautista Tlacoatzintepec      | 966      |
| 183   | San Juan Bautista Tlachichilco       | 1.475    | 88,7 km²    | San Juan Bautista Tlachichilco         | 696      |
| 184   | San Juan Bautista Tuxtepec           | 159.452  | 877,0 km²   | San Juan Bautista Tuxtepec             | 162.511  |
| 185   | San Juan Cacahuatepec                | 8.939    | 202,6 km²   | San Juan Cacahuatepec                  | 4.236    |
| 186   | San Juan Cieneguilla                 | 524      | 90,0 km²    | San Juan Cieneguilla                   | 523      |
| 187   | San Juan Coatzóspam                  | 1.808    | 66,1 km²    | San Juan Coatzóspam                    | 689      |
| 188   | San Juan Colorado                    | 9.609    | 124,0 km²   | San Juan Colorado                      | 5.679    |
| 189   | San Juan Comaltepec                  | 3.116    | 98,6 km²    | San Juan Comaltepec                    | 689      |
| 190   | San Juan Cotzocón                    | 22.444   | 1.382,5 km² | San Juan Cotzocón                      | -        |
| 191   | San Juan Chicomezúchil               | 296      | 20,4 km²    | San Juan Chicomezúchil                 | 278      |
| 192   | San Juan Chilateca                   | 1.522    | 5,2 km²     | San Juan Chilateca                     | 1.522    |
| 193   | San Juan del Estado                  | 2.807    | 132,1 km²   | San Juan del Estado                    | 2.769    |
| 194   | San Juan del Río                     | 1.372    | 71,3 km²    | San Juan del Río                       | 1.370    |
| 195   | San Juan Diuxi                       | 1.056    | 34,9 km²    | San Juan Diuxi                         | 1.030    |
| 196   | San Juan Evangelista Analco          | 407      | 16,6 km²    | San Juan Evangelista Analco            | 374      |
| 197   | San Juan Guelavía                    | 3.288    | 31,8 km²    | San Juan Guelavía                      | 3.175    |
| 198   | San Juan Guichicovi                  | 29.802   | 797,0 km²   | San Juan Guichicovi                    | 4.131    |
| 199   | San Juan Ihualtepec                  | 494      | 52,2 km²    | San Juan Ihualtepec                    | 293      |
| 200   | San Juan Juquila Mixes               | 3.703    | 316,0 km²   | San Juan Juquila Mixes                 | 1.962    |
| 201   | San Juan Juquila Vijanos             | 1.880    | 56,5 km²    | San Juan Juquila Vijanos               | 539      |
| 202   | San Juan Lachao                      | 4.577    | 209,5 km²   | San Juan Lachao                        | 1.402    |
| 203   | San Juan Lachigalla                  | 3.538    | 107,4 km²   | San Juan Lachigalla                    | 1.229    |
| 204   | San Juan Lajarcia                    | 634      | 106,3 km²   | San Juan Lajarcia                      | 411      |
| 205   | San Juan Lalana                      | 16.989   | 694,1 km²   | San Juan Lalana                        | 403      |
| 206   | San Juan de los Cués                 | 2.421    | 119,5 km²   | San Juan de los Cués                   | -        |
| 207   | San Juan Mazatlán                    | 19.032   | 1.627,5 km² | San Juan Mazatlán                      | 1.787    |
| 208   | San Juan Mixtepec - Distrito 08      | 6.941    | 358,2 km²   | San Juan Mixtepec - Distrito 08        | -        |
| 209   | San Juan Mixtepec - Distrito 26      | 607      | 75,5 km²    | San Juan Mixtepec - Distrito 26        | 607      |
| 210   | San Juan Ñumí                        | 5.773    | 212,1 km²   | San Juan Ñumí                          | 206      |
| 211   | San Juan Ozolotepec                  | 3.411    | 206,5 km²   | San Juan Ozolotepec                    | 557      |
| 212   | San Juan Petlapa                     | 3.117    | 188,3 km²   | San Juan Petlapa                       | 964      |
| 213   | San Juan Quiahije                    | 4.203    | 203,9 km²   | San Juan Quiahije                      | 2.342    |
| 214   | San Juan Quiotepec                   | 2.033    | 202,9 km²   | San Juan Quiotepec                     | 1.224    |
| 215   | San Juan Sayultepec                  | 879      | 14.6 km²    | San Juan Sayultepec                    | 602      |
| 216   | San Juan Tabaá                       | 1.241    | 19,6 km²    | San Juan Tabaá                         | 1.233    |
| 217   | San Juan Tamazola                    | 3.325    | 359,6 km²   | San Juan Tamazola                      | 250      |
| 218   | San Juan Teita                       | 544      | 71,0 km²    | San Juan Teita                         | 541      |
| 219   | San Juan Teitipac                    | 2.668    | 41,3 km²    | San Juan Teitipac                      | 2.646    |
| 220   | San Juan Tepeuxila                   | 2.692    | 255,1 km²   | San Juan Tepeuxila                     | -        |
| 221   | San Juan Teposcolula                 | 1.494    | 87,0 km²    | San Juan Teposcolula                   | 452      |
| 222   | San Juan Yaeé                        | 1.426    | 37,8 km²    | San Juan Yaeé                          | 780      |
| 223   | San Juan Yatzona                     | 440      | 29,1 km²    | San Juan Yatzona                       | 440      |
| 224   | San Juan Yucuita                     | 643      | 23,4 km²    | San Juan Yucuita                       | 516      |
| 225   | San Lorenzo                          | 5.903    | 58,6 km²    | San Lorenzo                            | 1.986    |
| 226   | San Lorenzo Albarradas               | 2.971    | 134,4 km²   | San Lorenzo Albarradas                 | -        |
| 227   | San Lorenzo Cacaotepec               | 18.339   | 27,6 km²    | San Lorenzo Cacaotepec                 | 10.465   |
| 228   | San Lorenzo Cuaunecuiltitla          | 833      | 9,2 km²     | San Lorenzo Cuaunecuiltitla            | 833      |
| 229   | San Lorenzo Texmelucan               | 9.148    | 137,4 km²   | San Lorenzo Texmelucan                 | -        |
| 230   | San Lorenzo Victoria                 | 932      | 52,0 km²    | San Lorenzo Victoria                   | 482      |
| 231   | San Lucas Camotlán                   | 3.187    | 101,6 km²   | San Lucas Camotlán                     | 2.994    |
| 232   | San Lucas Ojitlán                    | 22.185   | 454,9 km²   | San Lucas Ojitlán                      | 6.289    |
| 233   | San Lucas Quiaviní                   | 1.720    | 51,8 km²    | San Lucas Quiaviní                     | 1.714    |
| 234   | San Lucas Zoquiápam                  | 7.163    | 65,0 km²    | San Lucas Zoquiápam                    | -        |
| 235   | San Luis Amatlán                     | 3.829    | 289,0 km²   | San Luis Amatlán                       | 852      |
| 236   | San Marcial Ozolotepec               | 1.372    | 53,8 km²    | San Marcial Ozolotepec                 | 1.037    |
| 237   | San Marcos Arteaga                   | 1.568    | 127,9 km²   | San Marcos Arteaga                     | 1.115    |
| 238   | San Martín de los Cansecos           | 994      | 8,3 km²     | San Martín de los Cansecos             | 933      |
| 239   | San Martín Huamelúlpam               | 1.000    | 42,8 km²    | San Martín Huamelúlpam                 | 113      |
| 240   | San Martín Itunyoso                  | 2.749    | 63,7 km²    | San Martín Itunyoso                    | 1.404    |
| 241   | San Martín Lachilá                   | 1.034    | 10,7 km²    | San Martín Lachilá                     | 1.034    |
| 242   | San Martín Peras                     | 12.436   | 242,7 km²   | San Martín Peras                       | -        |
| 243   | San Martín Tilcajete                 | 1.975    | 24,2 km²    | San Martín Tilcajete                   | 1.933    |
| 244   | San Martín Toxpalan                  | 3.934    | 64,1 km²    | San Martín Toxpalan                    | 2.010    |
| 245   | San Martín Zacatepec                 | 1.324    | 43,3 km²    | San Martín Zacatepec                   | -        |
| 246   | San Mateo Cajonos                    | 611      | 14,7 km²    | San Mateo Cajonos                      | 483      |
| 247   | Capulálpam de Méndez                 | 1.619    | 37,2 km²    | Capulálpam de Méndez                   | 1.318    |
| 248   | San Mateo del Mar                    | 15.571   | 89,7 km²    | San Mateo del Mar                      | 5.734    |
| 249   | San Mateo Yoloxochitlán              | 3.831    | 7,1 km²     | San Mateo Yoloxochitlán                | 2.650    |
| 250   | San Mateo Etlatongo                  | 1.239    | 23,5 km²    | San Mateo Etlatongo                    | 463      |
| 251   | San Mateo Nejápam                    | 1.217    | 64,0 km²    | San Mateo Nejápam                      | 1.095    |
| 252   | San Mateo Peñasco                    | 2.384    | 55,9 km²    | San Mateo Peñasco                      | 809      |
| 253   | San Mateo Piñas                      | 2.021    | 161,8 km²   | San Mateo Piñas                        | 471      |
| 254   | San Mateo Río Hondo                  | 3.207    | 211,1 km²   | San Mateo Río Hondo                    | 956      |
| 255   | San Mateo Sindihui                   | 1.977    | 141,6 km²   | San Mateo Sindihui                     | 1.683    |
| 256   | San Mateo Tlapiltepec                | 229      | 24,4 km²    | San Mateo Tlapiltepec                  | 220      |
| 257   | San Melchor Betaza                   | 1.052    | 34,1 km²    | San Melchor Betaza                     | 705      |
| 258   | San Miguel Achiutla                  | 698      | 67,6 km²    | San Miguel Achiutla                    | 288      |
| 259   | San Miguel Ahuehuetitlán             | 2.142    | 86,1 km²    | San Miguel Ahuehuetitlán               | 1.786    |
| 260   | San Miguel Aloápam                   | 2.191    | 142,1 km²   | San Miguel Aloápam                     | 1.605    |
| 261   | San Miguel Amatitlán                 | 6.932    | 179,2 km²   | San Miguel Amatitlán                   | 661      |
| 262   | San Miguel Amatlán                   | 991      | 60,8 km²    | San Miguel Amatlán                     | 200      |
| 263   | San Miguel Coatlán                   | 3.184    | 123,5 km²   | San Miguel Coatlán                     | 1.935    |
| 264   | San Miguel Chicahua                  | 2.169    | 61,6 km²    | San Miguel Chicahua                    | 284      |
| 265   | San Miguel Chimalapa                 | 6.711    | 1.184,3 km² | San Miguel Chimalapa                   | 1.444    |
| 266   | San Miguel del Puerto                | 8.551    | 519,3 km²   | San Miguel del Puerto                  | -        |
| 267   | San Miguel del Río                   | 245      | 10,6 km²    | San Miguel del Río                     | 245      |
| 268   | San Miguel Ejutla                    | 1.149    | 10,7 km²    | San Miguel Ejutla                      | -        |
| 269   | San Miguel el Grande                 | 4.313    | 103,3 km²   | San Miguel el Grande                   | 1.036    |
| 270   | San Miguel Huautla                   | 1.311    | 65,0 km²    | San Miguel Huautla                     | 667      |
| 271   | San Miguel Mixtepec                  | 3.194    | 72,9 km²    | San Miguel Mixtepec                    | -        |
| 272   | San Miguel Panixtlahuaca             | 6.252    | 144,2 km²   | San Miguel Panixtlahuaca               | 5.930    |
| 273   | San Miguel Peras                     | 3.818    | 155,2 km²   | San Miguel Peras                       | 1.169    |
| 274   | San Miguel Piedras                   | 1.328    | 65,5 km²    | San Miguel Piedras                     | -        |
| 275   | San Miguel Quetzaltepec              | 7.286    | 207,7 km²   | San Miguel Quetzaltepec                | 3.637    |
| 276   | San Miguel Santa Flor                | 691      | 19,8 km²    | San Miguel Santa Flor                  | 467      |
| 277   | Villa Sola de Vega                   | 12.350   | 973,0 km²   | Villa Sola de Vega                     | -        |
| 278   | San Miguel Soyaltepec                | 38.682   | 743,5 km²   | San Miguel Soyaltepec                  | 6.566    |
| 279   | San Miguel Suchixtepec               | 2.932    | 69,6 km²    | San Miguel Suchixtepec                 | -        |
| 280   | Villa Talea de Castro                | 2.011    | 61,1 km²    | Villa Talea de Castro                  | 2.011    |
| 281   | San Miguel Tecomatlán                | 305      | 19,7 km²    | San Miguel Tecomatlán                  | 229      |
| 282   | San Miguel Tenango                   | 653      | 205,5 km²   | San Miguel Tenango                     | 575      |
| 283   | San Miguel Tequixtepec               | 1.044    | 162,2 km²   | San Miguel Tequixtepec                 | 570      |
| 284   | San Miguel Tilquiápam                | 71.1     | 44,2 km²    | San Miguel Tilquiápam                  | -        |
| 285   | San Miguel Tlacamama                 | 3.668    | 103,7 km²   | San Miguel Tlacamama                   | -        |
| 286   | San Miguel Tlacotepec                | 3.100    | 55,6 km²    | San Miguel Tlacotepec                  | -        |
| 287   | San Miguel Tulancingo                | 307      | 46,7 km²    | San Miguel Tulancingo                  | 230      |
| 288   | San Miguel Yotao                     | 585      | 39,2 km²    | San Miguel Yotao                       | -        |
| 289   | San Nicolás                          | 1.214    | 29,6 km²    | San Nicolás                            | -        |
| 290   | San Nicolás Hidalgo                  | 1.043    | 11,3 km²    | San Nicolás Hidalgo                    | -        |
| 291   | San Pablo Coatlán                    | 4.308    | 187,9 km²   | San Pablo Coatlán                      | 707      |
| 292   | San Pablo Cuatro Venados             | 1.510    | 73,8 km²    | San Pablo Cuatro Venados               | 295      |
| 293   | San Pablo Etla                       | 17.116   | 44,4 km²    | San Pablo Etla                         | -        |
| 294   | San Pablo Huitzo                     | 7.035    | 101,5 km²   | San Pablo Huitzo                       | 5.519    |
| 295   | San Pablo Huixtepec                  | 10.020   | 43,3 km²    | San Pablo Huixtepec                    | -        |
| 296   | San Pablo Macuiltianguis             | 955      | 149,6 km²   | San Pablo Macuiltianguis               | 371      |
| 297   | San Pablo Tijaltepec                 | 2.751    | 117,5 km²   | San Pablo Tijaltepec                   | 265      |
| 298   | San Pablo Villa de Mitla             | 13.587   | 280,4 km²   | San Pablo Villa de Mitla               | 8.167    |
| 299   | San Pablo Yaganiza                   | 1.125    | 35,4 km²    | San Pablo Yaganiza                     | -        |
| 300   | San Pedro Amuzgos                    | 6.632    | 121,4 km²   | San Pedro Amuzgos                      | 4.922    |
| 301   | San Pedro Apóstol                    | 1.594    | 8,9 km²     | San Pedro Apóstol                      | 1.447    |
| 302   | San Pedro Atoyac                     | 4.559    | 74,4 km²    | San Pedro Atoyac                       | -        |
| 303   | San Pedro Cajonos                    | 1.081    | 2,8 km²     | San Pedro Cajonos                      | 1.081    |
| 304   | San Pedro Coxcaltepec Cántaros       | 716      | 94,7 km²    | San Pedro Coxcaltepec Cántaros         | -        |
| 305   | San Pedro Comitancillo               | 4.333    | 46,8 km²    | San Pedro Comitancillo                 | 3.941    |
| 306   | San Pedro el Alto                    | 4.654    | 74,5 km²    | San Pedro el Alto                      | -        |
| 307   | San Pedro Huamelula                  | 9.375    | 693,9 km²   | San Pedro Huamelula                    | 2.310    |
| 308   | San Pedro Huilotepec                 | 3.307    | 26,5 km²    | San Pedro Huilotepec                   | 3.247    |
| 309   | San Pedro Ixcatlán                   | 10.368   | 101,9 km²   | San Pedro Ixcatlán                     | 3.440    |
| 310   | San Pedro Ixtlahuaca                 | 14.552   | 23,2 km²    | San Pedro Ixtlahuaca                   | -        |
| 311   | San Pedro Jaltepetongo               | 483      | 51,5 km²    | San Pedro Jaltepetongo                 | -        |
| 312   | San Pedro Jicayán                    | 11.279   | 85,1 km²    | San Pedro Jicayán                      | -        |
| 313   | San Pedro Jocotipac                  | 730      | 69,4 km²    | San Pedro Jocotipac                    | -        |
| 314   | San Pedro Juchatengo                 | 1.755    | 58,2 km²    | San Pedro Juchatengo                   | 1.445    |
| 315   | San Pedro Mártir                     | 1.899    | 7,6 km²     | San Pedro Mártir                       | 1.674    |
| 316   | San Pedro Mártir Quiechapa           | 738      | 121,0 km²   | San Pedro Mártir Quiechapa             | -        |
| 317   | San Pedro Mártir Yucuxaco            | 1.257    | 81,9 km²    | San Pedro Mártir Yucuxaco              | 307      |
| 318   | San Pedro Mixtepec - Distrito 22     | 49.780   | 325,1 km²   | San Pedro Mixtepec - Distrito 22       | -        |
| 319   | San Pedro Mixtepec - Distrito 26     | 972      | 154,6 km²   | San Pedro Mixtepec - Distrito 26       | 968      |
| 320   | San Pedro Molinos                    | 706      | 26,4 km²    | San Pedro Molinos                      | 395      |
| 321   | San Pedro Nopala                     | 751      | 109,6 km²   | San Pedro Nopala                       | 0.389    |
| 322   | San Pedro Ocopetatillo               | 786      | 6,6 km²     | San Pedro Ocopetatillo                 | -        |
| 323   | San Pedro Ocotepec                   | 2.404    | 42,1 km²    | San Pedro Ocotepec                     | 1.224    |
| 324   | San Pedro Pochutla                   | 48.204   | 444,9 km²   | San Pedro Pochutla                     | 14.071   |
| 325   | San Pedro Quiatoni                   | 11.930   | 564,1 km²   | San Pedro Quiatoni                     | 3.954    |
| 326   | San Pedro Sochiapam                  | 5.052    | 152,2 km²   | San Pedro Sochiapam                    | -        |
| 327   | San Pedro Tapanatepec                | 15.479   | 993,7 km²   | San Pedro Tapanatepec                  | -        |
| 328   | San Pedro Taviche                    | 1.441    | 98,4 km²    | San Pedro Taviche                      | 1.089    |
| 329   | San Pedro Teozacoalco                | 1.153    | 93,0 km²    | San Pedro Teozacoalco                  | 458      |
| 330   | San Pedro Teutila                    | 4.296    | 148,7 km²   | San Pedro Teutila                      | 4.232    |
| 331   | San Pedro Tidaá                      | 982      | 45,9 km²    | San Pedro Tidaá                        | 901      |
| 332   | San Pedro Topiltepec                 | 373      | 32,8 km²    | San Pedro Topiltepec                   | -        |
| 333   | San Pedro Totolápam                  | 3.294    | 401,8 km²   | San Pedro Totolápam                    | -        |
| 334   | Villa de Tututepec de Melchor Ocampo | 50.541   | 1.215,5 km² | Villa de Tututepec de Melchor Ocampo   | 1.894    |
| 335   | San Pedro Yaneri                     | 867      | 28,1 km²    | San Pedro Yaneri                       | -        |
| 336   | San Pedro Yólox                      | 1.697    | 165,4 km²   | San Pedro Yólox                        | -        |
| 337   | San Pedro y San Pablo Ayutla         | 5.616    | 171,7 km²   | San Pedro y San Pablo Ayutla           | 2.134    |
| 338   | Villa de Etla                        | 10.361   | 8,2 km²     | Villa de Etla                          | -        |
| 339   | San Pedro y San Pablo Teposcolula    | 4.353    | 178,8 km²   | San Pedro y San Pablo Teposcolula      | -        |
| 340   | San Pedro y San Pablo Tequixtepec    | 1.747    | 180,2 km²   | San Pedro y San Pablo Tequixtepec      | -        |
| 341   | San Pedro Yucunama                   | 241      | 29,8 km²    | San Pedro Yucunama                     | 241      |
| 342   | San Raymundo Jalpan                  | 4.105    | 8,2 km²     | San Raymundo Jalpan                    | -        |
| 343   | San Sebastián Abasolo                | 1.999    | 15,4 km²    | San Sebastián Abasolo                  | -        |
| 344   | San Sebastián Coatlán                | 2.809    | 206,9 km²   | San Sebastián Coatlán                  | 1.226    |
| 345   | San Sebastián Ixcapa                 | 4.188    | 98,3 km²    | San Sebastián Ixcapa                   | 1.386    |
| 346   | San Sebastián Nicananduta            | 1.542    | 44,1 km²    | San Sebastián Nicananduta              | 1.425    |
| 347   | San Sebastián Río Hondo              | 4.202    | 106,2 km²   | San Sebastián Río Hondo                | 3.587    |
| 348   | San Sebastián Tecomaxtlahuaca        | 8.192    | 230,9 km²   | San Sebastián Tecomaxtlahuaca          | -        |
| 349   | San Sebastián Teitipac               | 2.189    | 30,5 km²    | San Sebastián Teitipac                 | 1.857    |
| 350   | San Sebastián Tutla                  | 16.878   | 7,3 km²     | San Sebastián Tutla                    | 5.748    |
| 351   | San Simón Almolongas                 | 2.802    | 50,8 km²    | San Simón Almolongas                   | -        |
| 352   | San Simón Zahuatlán                  | 4.940    | 46,1 km²    | San Simón Zahuatlán                    | 1.364    |
| 353   | Santa Ana                            | 2.406    | 54,8 km²    | Santa Ana                              | -        |
| 354   | Santa Ana Ateixtlahuaca              | 477      | 15,0 km²    | Santa Ana Ateixtlahuaca                | 380      |
| 355   | Santa Ana Cuauhtémoc                 | 681      | 41,3 km²    | Santa Ana Cuauhtémoc                   | -        |
| 356   | Santa Ana del Valle                  | 2.179    | 27,9 km²    | Santa Ana del Valle                    | -        |
| 357   | Santa Ana Tavela                     | 848      | 172,3 km²   | Santa Ana Tavela                       | 848      |
| 358   | Santa Ana Tlapacoyan                 | 1.958    | 46,7 km²    | Santa Ana Tlapacoyan                   | -        |
| 359   | Santa Ana Yareni                     | 637      | 46,4 km²    | Santa Ana Yareni                       | 637      |
| 360   | Santa Ana Zegache                    | 3.981    | 26,8 km²    | Santa Ana Zegache                      | 2.617    |
| 361   | Santa Catalina Quierí                | 825      | 51,2 km²    | Santa Catalina Quierí                  | -        |
| 362   | Santa Catarina Cuixtla               | 1.495    | 25,6 km²    | Santa Catarina Cuixtla                 | -        |
| 363   | Santa Catarina Ixtepeji              | 2.675    | 220,1 km²   | Santa Catarina Ixtepeji                | 777      |
| 364   | Santa Catarina Juquila               | 18.654   | 637,8 km²   | Santa Catarina Juquila                 | 8.084    |
| 365   | Santa Catarina Lachatao              | 1.059    | 101,1 km²   | Santa Catarina Lachatao                | -        |
| 366   | Santa Catarina Loxicha               | 3.676    | 126,6 km²   | Santa Catarina Loxicha                 | 2.983    |
| 367   | Santa Catarina Mechoacán             | 4.582    | 51,2 km²    | Santa Catarina Mechoacán               | 4.526    |
| 368   | Santa Catarina Minas                 | 2.067    | 36,3 km²    | Santa Catarina Minas                   | 1.733    |
| 369   | Santa Catarina Quiané                | 2.193    | 20,7 km²    | Santa Catarina Quiané                  | -        |
| 370   | Santa Catarina Tayata                | 662      | 38,6 km²    | Santa Catarina Tayata                  | 313      |
| 371   | Santa Catarina Ticuá                 | 986      | 29,8 km²    | Santa Catarina Ticuá                   | 1.031    |
| 372   | Santa Catarina Yosonotú              | 1.316    | 38,3 km²    | Santa Catarina Yosonotú                | -        |
| 373   | Santa Catarina Zapoquila             | 403      | 118,3 km²   | Santa Catarina Zapoquila               | -        |
| 374   | Santa Cruz Acatepec                  | 1.645    | 7,1 km²     | Santa Cruz Acatepec                    | -        |
| 375   | Santa Cruz Amilpas                   | 13.200   | 2,3 km²     | Santa Cruz Amilpas                     | -        |
| 376   | Santa Cruz de Bravo                  | 365      | 18,4 km²    | Santa Cruz de Bravo                    | -        |
| 377   | Santa Cruz Itundujia                 | 10.860   | 564,0 km²   | Santa Cruz Itundujia                   | 965      |
| 378   | Santa Cruz Mixtepec                  | 3.720    | 46,9 km²    | Santa Cruz Mixtepec                    | 1.338    |
| 379   | Santa Cruz Nundaco                   | 2.951    | 43,6 km²    | Santa Cruz Nundaco                     | 422      |
| 380   | Santa Cruz Papalutla                 | 2.242    | 14,8 km²    | Santa Cruz Papalutla                   | 2.242    |
| 381   | Santa Cruz Tacache de Mina           | 2.940    | 27,5 km²    | Santa Cruz Tacache de Mina             | -        |
| 382   | Santa Cruz Tacahua                   | 1.182    | 47,4 km²    | Santa Cruz Tacahua                     | 1.116    |
| 383   | Santa Cruz Tayata                    | 595      | 21,8 km²    | Santa Cruz Tayata                      | 114      |
| 384   | Santa Cruz Xitla                     | 4.794    | 56,9 km²    | Santa Cruz Xitla                       | 3.968    |
| 385   | Santa Cruz Xoxocotlán                | 100.402  | 43,9 km²    | Santa Cruz Xoxocotlán                  | 81.848   |
| 386   | Santa Cruz Zenzontepec               | 19.079   | 483,8 km²   | Santa Cruz Zenzontepec                 | 693      |
| 387   | Santa Gertrudis                      | 2.871    | 30,4 km²    | Santa Gertrudis                        | -        |
| 388   | Santa Inés del Monte                 | 2.809    | 49,1 km²    | Santa Inés del Monte                   | -        |
| 389   | Santa Inés Yatzeche                  | 908      | 2,4 km²     | Santa Inés Yatzeche                    | -        |
| 390   | Santa Lucía del Camino               | 50.362   | 9,4 km²     | Santa Lucía del Camino                 | 45.895   |
| 391   | Santa Lucía Miahuatlán               | 3.375    | 70,0 km²    | Santa Lucía Miahuatlán                 | -        |
| 392   | Santa Lucía Monteverde               | 6.726    | 156.4 km²   | Santa Lucía Monteverde                 | 474      |
| 393   | Santa Lucía Ocotlán                  | 4.173    | 11,7 km²    | Santa Lucía Ocotlán                    | 3.544    |
| 394   | Santa María Alotepec                 | 2.796    | 98,5 km²    | Santa María Alotepec                   | -        |
| 395   | Santa María Apazco                   | 1.629    | 80,5 km²    | Santa María Apazco                     | -        |
| 396   | Santa María la Asunción              | 3.259    | 7,6 km²     | Santa María la Asunción                | -        |
| 397   | Heroica Ciudad de Tlaxiaco           | 40.123   | 346,5 km²   | Heroica Ciudad de Tlaxiaco             | 40.123   |
| 398   | Ayoquezco de Aldama                  | 4.874    | 104,4 km²   | Ayoquezco de Aldama                    | -        |
| 399   | Santa María Atzompa                  | 41.921   | 31,3 km²    | Santa María Atzompa                    | 28.586   |
| 400   | Santa María Camotlán                 | 1.713    | 95,2 km²    | Santa María Camotlán                   | -        |
| 401   | Santa María Colotepec                | 27.046   | 414,4 km²   | Santa María Colotepec                  | 1.369    |
| 402   | Santa María Cortijo                  | 1.067    | 81,3 km²    | Santa María Cortijo                    | 1.060    |
| 403   | Santa María Coyotepec                | 3.751    | 6,5 km²     | Santa María Coyotepec                  | -        |
| 404   | Santa María Chachoápam               | 761      | 61,8 km²    | Santa María Chachoápam                 | -        |
| 405   | Villa de Chilapa de Díaz             | 1.815    | 174,9 km²   | Villa de Chilapa de Díaz               | -        |
| 406   | Santa María Chilchotla               | 21.469   | 283,6 km²   | Santa María Chilchotla                 | -        |
| 407   | Santa María Chimalapa                | 9.578    | 4.547,1 km² | Santa María Chimalapa                  | 2.540    |
| 408   | Santa María del Rosario              | 499      | 25,2 km²    | Santa María del Rosario                | 96       |
| 409   | Santa María del Tule                 | 8.939    | 16,8 km²    | Santa María del Tule                   | 7.636    |
| 410   | Santa María Ecatepec                 | 3.418    | 540,2 km²   | Santa María Ecatepec                   | 459      |
| 411   | Santa María Guelacé                  | 908      | 7,4 km²     | Santa María Guelacé                    | -        |
| 412   | Santa María Guienagati               | 3.178    | 389,3 km²   | Santa María Guienagati                 | -        |
| 413   | Santa María Huatulco                 | 50.862   | 512,0 km²   | Santa María Huatulco                   | 7.409    |
| 414   | Santa María Huazolotitlán            | 11.995   | 275,3 km²   | Santa María Huazolotitlán              | 5.165    |
| 415   | Santa María Ipalapa                  | 4.878    | 167,4 km²   | Santa María Ipalapa                    | 2.055    |
| 416   | Santa María Ixcatlán                 | 461      | 177,3 km²   | Santa María Ixcatlán                   | 506      |
| 417   | Santa María Jacatepec                | 9.682    | 324,3 km²   | Santa María Jacatepec                  | 1.401    |
| 418   | Santa María Jalapa del Marqués       | 11.735   | 729,6 km²   | Santa María Jalapa del Marqués         | 8.958    |
| 419   | Santa María Jaltianguis              | 592      | 53,9 km²    | Santa María Jaltianguis                | -        |
| 420   | Santa María Lachixío                 | 1.679    | 49,6 km²    | Santa María Lachixío                   | 1.099    |
| 421   | Santa María Mixtequilla              | 4.690    | 147,8 km²   | Santa María Mixtequilla                | 3.638    |
| 422   | Santa María Nativitas                | 603      | 43,1 km²    | Santa María Nativitas                  | 194      |
| 423   | Santa María Nduayaco                 | 453      | 76,8 km²    | Santa María Nduayaco                   | -        |
| 424   | Santa María Ozolotepec               | 3.793    | 145,3 km²   | Santa María Ozolotepec                 | -        |
| 425   | Santa María Pápalo                   | 2.058    | 55,8 km²    | Santa María Pápalo                     | 1.593    |
| 426   | Santa María Peñoles                  | 8.967    | 233,2 km²   | Santa María Peñoles                    | 646      |
| 427   | Santa María Petapa                   | 16.706   | 155,7 km²   | Santa María Petapa                     | -        |
| 428   | Santa María Quiegolani               | 2.224    | 160,7 km²   | Santa María Quiegolani                 | -        |
| 429   | Santa María Sola                     | 1.516    | 52,0 km²    | Santa María Sola                       | -        |
| 430   | Santa María Tataltepec               | 317      | 37,1 km²    | Santa María Tataltepec                 | 306      |
| 431   | Santa María Tecomavaca               | 1.830    | 371,3 km²   | Santa María Tecomavaca                 | -        |
| 432   | Santa María Temaxcalapa              | 903      | 13,2 km²    | Santa María Temaxcalapa                | 903      |
| 433   | Santa María Temaxcaltepec            | 2.694    | 34,7 km²    | Santa María Temaxcaltepec              | 1.498    |
| 434   | Santa María Teopoxco                 | 3.985    | 36,7 km²    | Santa María Teopoxco                   | -        |
| 435   | Santa María Tepantlali               | 3.576    | 84,5 km²    | Santa María Tepantlali                 | 1.342    |
| 436   | Santa María Texcatitlán              | 896      | 35,4 km²    | Santa María Texcatitlán                | -        |
| 437   | Santa María Tlahuitoltepec           | 9.653    | 153,1 km²   | Santa María Tlahuitoltepec             | 3.452    |
| 438   | Santa María Tlalixtac                | 1.839    | 24,1 km²    | Santa María Tlalixtac                  | -        |
| 439   | Santa María Tonameca                 | 25.347   | 520,7 km²   | Santa María Tonameca                   | 1.850    |
| 440   | Santa María Totolapilla              | 812      | 114,0 km²   | Santa María Totolapilla                | -        |
| 441   | Santa María Xadani                   | 9.234    | 86,1 km²    | Santa María Xadani                     | 8.632    |
| 442   | Santa María Yalina                   | 250      | 48,2 km²    | Santa María Yalina                     | -        |
| 443   | Santa María Yavesía                  | 434      | 87,6 km²    | Santa María Yavesía                    | -        |
| 444   | Santa María Yolotepec                | 481      | 17,9 km²    | Santa María Yolotepec                  | 274      |
| 445   | Santa María Yosoyúa                  | 1.699    | 33,6 km²    | Santa María Yosoyúa                    | 172      |
| 446   | Santa María Yucuhiti                 | 6.008    | 73,0 km²    | Santa María Yucuhiti                   | 299      |
| 447   | Santa María Zacatepec                | 17.100   | 500,8 km²   | Santa María Zacatepec                  | 5.961    |
| 448   | Santa María Zaniza                   | 2.469    | 157,5 km²   | Santa María Zaniza                     | 1.594    |
| 449   | Santa María Zoquitlán                | 3.294    | 415,7 km²   | Santa María Zoquitlán                  | -        |
| 450   | Santiago Amoltepec                   | 13.855   | 207,3 km²   | Santiago Amoltepec                     | 1.444    |
| 451   | Santiago Apoala                      | 1.019    | 85,8 km²    | Santiago Apoala                        | 270      |
| 452   | Santiago Apóstol                     | 4.421    | 17,6 km²    | Santiago Apóstol                       | 3.616    |
| 453   | Santiago Astata                      | 3.918    | 186,0 km²   | Santiago Astata                        | 2.222    |
| 454   | Santiago Atitlán                     | 3.556    | 70,8 km²    | Santiago Atitlán                       | -        |
| 455   | Santiago Ayuquililla                 | 2.904    | 89,8 km²    | Santiago Ayuquililla                   | 1.449    |
| 456   | Santiago Cacaloxtepec                | 1.667    | 38,7 km²    | Santiago Cacaloxtepec                  | -        |
| 457   | Santiago Camotlán                    | 3.346    | 312,1 km²   | Santiago Camotlán                      | 686      |
| 458   | Santiago Comaltepec                  | 1.157    | 204,1 km²   | Santiago Comaltepec                    | -        |
| 459   | Santiago Chazumba                    | 4.877    | 325,1 km²   | Santiago Chazumba                      | 1.918    |
| 460   | Santiago Choápam                     | 5.242    | 311,1 km²   | Santiago Choápam                       | 1.099    |
| 461   | Santiago del Río                     | 527      | 38,4 km²    | Santiago del Río                       | -        |
| 462   | Santiago Huajolotitlán               | 4.600    | 110,7 km²   | Santiago Huajolotitlán                 | 4.600    |
| 463   | Santiago Huauclilla                  | 525      | 100,8 km²   | Santiago Huauclilla                    | -        |
| 464   | Santiago Ihuitlán Plumas             | 341      | 46,2 km²    | Santiago Ihuitlán Plumas               | 244      |
| 465   | Santiago Ixcuintepec                 | 1.636    | 122,1 km²   | Santiago Ixcuintepec                   | -        |
| 466   | Santiago Ixtayutla                   | 13.880   | 456,1 km²   | Santiago Ixtayutla                     | 2.268    |
| 467   | Santiago Jamiltepec                  | 19.112   | 637,9 km²   | Santiago Jamiltepec                    | 10.387   |
| 468   | Santiago Jocotepec                   | 14.198   | 618,8 km²   | Santiago Jocotepec                     | -        |
| 469   | Santiago Juxtlahuaca                 | 34.735   | 774,1 km²   | Santiago Juxtlahuaca                   | 10.611   |
| 470   | Santiago Lachiguiri                  | 4.394    | 433,0 km²   | Santiago Lachiguiri                    | 1.474    |
| 471   | Santiago Lalopa                      | 431      | 25,6 km²    | Santiago Lalopa                        | -        |
| 472   | Santiago Laollaga                    | 3.361    | 263,1 km²   | Santiago Laollaga                      | -        |
| 473   | Santiago Laxopa                      | 1.291    | 117,3 km²   | Santiago Laxopa                        | -        |
| 474   | Santiago Llano Grande                | 3.440    | 110,4 km²   | Santiago Llano Grande                  | 1.880    |
| 475   | Santiago Matatlán                    | 10.175   | 183,8 km²   | Santiago Matatlán                      | 3.441    |
| 476   | Santiago Miltepec                    | 421      | 51,8 km²    | Santiago Miltepec                      | -        |
| 477   | Santiago Minas                       | 1.327    | 198,2 km²   | Santiago Minas                         | 341      |
| 478   | Santiago Nacaltepec                  | 1.599    | 204,5 km²   | Santiago Nacaltepec                    | -        |
| 479   | Santiago Nejapilla                   | 174      | 20,5 km²    | Santiago Nejapilla                     | -        |
| 480   | Santiago Nundiche                    | 1.351    | 71,3 km²    | Santiago Nundiche                      | 135      |
| 481   | Santiago Nuyoó                       | 1.898    | 58,1 km²    | Santiago Nuyoó                         | 358      |
| 482   | Santiago Pinotepa Nacional           | 55.840   | 804,5 km²   | Santiago Pinotepa Nacional             | 33.726   |
| 483   | Santiago Suchilquitongo              | 10.886   | 95,5 km²    | Santiago Suchilquitongo                | -        |
| 484   | Santiago Tamazola                    | 4.458    | 201,2 km²   | Santiago Tamazola                      | -        |
| 485   | Santiago Tapextla                    | 3.134    | 128,8 km²   | Santiago Tapextla                      | 1.422    |
| 486   | Villa Tejúpam de la Unión            | 2.419    | 141,5 km²   | Villa Tejúpam de la Unión              | 1.168    |
| 487   | Santiago Tenango                     | 1.966    | 109,1 km²   | Santiago Tenango                       | -        |
| 488   | Santiago Tepetlapa                   | 130      | 13,6 km²    | Santiago Tepetlapa                     | -        |
| 489   | Santiago Tetepec                     | 4.909    | 290,9 km²   | Santiago Tetepec                       | -        |
| 490   | Santiago Texcalcingo                 | 2.974    | 16,6 km²    | Santiago Texcalcingo                   | -        |
| 491   | Santiago Textitlán                   | 4.930    | 251,9 km²   | Santiago Textitlán                     | 850      |
| 492   | Santiago Tilantongo                  | 2.764    | 247,7 km²   | Santiago Tilantongo                    | 484      |
| 493   | Santiago Tillo                       | 545      | 17,1 km²    | Santiago Tillo                         | -        |
| 494   | Santiago Tlazoyaltepec               | 6.300    | 63,1 km²    | Santiago Tlazoyaltepec                 | -        |
| 495   | Santiago Xanica                      | 3.029    | 137,2 km²   | Santiago Xanica                        | 832      |
| 496   | Santiago Xiacuí                      | 1.893    | 63,3 km²    | Santiago Xiacuí                        | -        |
| 497   | Santiago Yaitepec                    | 4.233    | 41,0 km²    | Santiago Yaitepec                      | 4.233    |
| 498   | Santiago Yaveo                       | 7.593    | 1.024,2 km² | Santiago Yaveo                         | -        |
| 499   | Santiago Yolomécatl                  | 1.922    | 66,9 km²    | Santiago Yolomécatl                    | -        |
| 500   | Santiago Yosondúa                    | 7.991    | 334,1 km²   | Santiago Yosondúa                      | 1.490    |
| 501   | Santiago Yucuyachi                   | 998      | 50,1 km²    | Santiago Yucuyachi                     | -        |
| 502   | Santiago Zacatepec                   | 5.089    | 213,0 km²   | Santiago Zacatepec                     | 2.372    |
| 503   | Santiago Zoochila                    | 425      | 8,2 km²     | Santiago Zoochila                      | -        |
| 504   | Nuevo Zoquiápam                      | 1.590    | 100,7 km²   | Nuevo Zoquiápam                        | -        |
| 505   | Santo Domingo Ingenio                | 7.681    | 199,2 km²   | Santo Domingo Ingenio                  | 5.895    |
| 506   | Santo Domingo Albarradas             | 798      | 43,.6 km²   | Santo Domingo Albarradas               | 795      |
| 507   | Santo Domingo Armenta                | 3.155    | 143,7 km²   | Santo Domingo Armenta                  | 2.517    |
| 508   | Santo Domingo Chihuitán              | 1.618    | 71,1 km²    | Santo Domingo Chihuitán                | -        |
| 509   | Santo Domingo de Morelos             | 11.384   | 105,3 km²   | Santo Domingo de Morelos               | 1.620    |
| 510   | Santo Domingo Ixcatlán               | 760      | 17,9 km²    | Santo Domingo Ixcatlán                 | -        |
| 511   | Santo Domingo Nuxaá                  | 3.335    | 146,3 km²   | Santo Domingo Nuxaá                    | -        |
| 512   | Santo Domingo Ozolotepec             | 1.101    | 64,2 km²    | Santo Domingo Ozolotepec               | -        |
| 513   | Santo Domingo Petapa                 | 9.027    | 339,7 km²   | Santo Domingo Petapa                   | -        |
| 514   | Santo Domingo Roayaga                | 941      | 56,2 km²    | Santo Domingo Roayaga                  | -        |
| 515   | Santo Domingo Tehuantepec            | 67.739   | 1.197,7 km² | Santo Domingo Tehuantepec              | 45.134   |
| 516   | Santo Domingo Teojomulco             | 5.260    | 224,5 km²   | Santo Domingo Teojomulco               | 2.463    |
| 517   | Santo Domingo Tepuxtepec             | 6.029    | 113,6 km²   | Santo Domingo Tepuxtepec               | -        |
| 518   | Santo Domingo Tlatayápam             | 113      | 11,8 km²    | Santo Domingo Tlatayápam               | -        |
| 519   | Santo Domingo Tomaltepec             | 3.386    | 30,5 km²    | Santo Domingo Tomaltepec               | 2.991    |
| 520   | Santo Domingo Tonalá                 | 7.393    | 165,7 km²   | Santo Domingo Tonalá                   | -        |
| 521   | Santo Domingo Tonaltepec             | 250      | 26,5 km²    | Santo Domingo Tonaltepec               | 68       |
| 522   | Santo Domingo Xagacía                | 1.205    | 56,4 km²    | Santo Domingo Xagacía                  | -        |
| 523   | Santo Domingo Yanhuitlán             | 1.633    | 69,6 km²    | Santo Domingo Yanhuitlán               | -        |
| 524   | Santo Domingo Yodohino               | 327      | 36,4 km²    | Santo Domingo Yodohino                 | -        |
| 525   | Santo Domingo Zanatepec              | 12.483   | 646,2 km²   | Santo Domingo Zanatepec                | 7.249    |
| 526   | Santos Reyes Nopala                  | 16.688   | 226,1 km²   | Santos Reyes Nopala                    | 5.876    |
| 527   | Santos Reyes Pápalo                  | 2.490    | 83,4 km²    | Santos Reyes Pápalo                    | -        |
| 528   | Santos Reyes Tepejillo               | 904      | 53,0 km²    | Santos Reyes Tepejillo                 | -        |
| 529   | Santos Reyes Yucuná                  | 1.474    | 60,9 km²    | Santos Reyes Yucuná                    | -        |
| 530   | Santo Tomás Jalieza                  | 3.923    | 70.1 km²    | Santo Tomás Jalieza                    | 1.118    |
| 531   | Santo Tomás Mazaltepec               | 2.612    | 44,0 km²    | Santo Tomás Mazaltepec                 | 2.612    |
| 532   | Santo Tomás Ocotepec                 | 4.066    | 80,0 km²    | Santo Tomás Ocotepec                   | 375      |
| 533   | Santo Tomás Tamazulapan              | 2.726    | 66,6 km²    | Santo Tomás Tamazulapan                | -        |
| 534   | San Vicente Coatlán                  | 3.512    | 106,0 km²   | San Vicente Coatlán                    | -        |
| 535   | San Vicente Lachixío                 | 3.227    | 136,5 km²   | San Vicente Lachixío                   | -        |
| 536   | San Vicente Nuñú                     | 449      | 71,4 km²    | San Vicente Nuñú                       | -        |
| 537   | Silacayoápam                         | 6.710    | 431,6 km²   | Silacayoápam                           | -        |
| 538   | Sitio de Xitlapehua                  | 713      | 18,2 km²    | Sitio de Xitlapehua                    | -        |
| 539   | Soledad Etla                         | 6.348    | 12,5 km²    | Soledad Etla                           | -        |
| 540   | Villa de Tamazulápam del Progreso    | 8.326    | 143,9 km²   | Villa de Tamazulápam del Progreso      | 6.642    |
| 541   | Tanetze de Zaragoza                  | 1.558    | 22,5 km²    | Tanetze de Zaragoza                    | -        |
| 542   | Taniche                              | 887      | 10,8 km²    | Taniche                                | 746      |
| 543   | Tataltepec de Valdés                 | 6.386    | 220,3 km²   | Tataltepec de Valdés                   | 2.541    |
| 544   | Teococuilco de Marcos Pérez          | 1.032    | 133,1 km²   | Teococuilco de Marcos Pérez            | -        |
| 545   | Teotitlán de Flores Magón            | 10.099   | 144,0 km²   | Teotitlán de Flores Magón              | 7.598    |
| 546   | Teotitlán del Valle                  | 6.392    | 107,9 km²   | Teotitlán del Valle                    | 4.357    |
| 547   | Teotongo                             | 1.005    | 45,8 km²    | Teotongo                               | 550      |
| 548   | Tepelmeme Villa de Morelos           | 1.960    | 574,2 km²   | Tepelmeme Villa de Morelos             | 807      |
| 549   | Tezoatlán de Segura y Luna           | 11.465   | 486,6 km²   | Tezoatlán de Segura y Luna             | 2.324    |
| 550   | San Jerónimo Tlacochahuaya           | 5.764    | 36,7 km²    | San Jerónimo Tlacochahuaya             | -        |
| 551   | Tlacolula de Matamoros               | 30.254   | 135,7 km²   | Tlacolula de Matamoros                 | 15.298   |
| 552   | Tlacotepec Plumas                    | 410      | 55,9 km²    | Tlacotepec Plumas                      | -        |
| 553   | Tlalixtac de Cabrera                 | 12.067   | 81,5 km²    | Tlalixtac de Cabrera                   | 13.417   |
| 554   | Totontepec Villa de Morelos          | 5.904    | 266,7 km²   | Totontepec Villa de Morelos            | 1.684    |
| 555   | Trinidad Zaáchila                    | 3.419    | 21,3 km²    | Trinidad Zaáchila                      | -        |
| 556   | La Trinidad Vista Hermosa            | 306      | 10,8 km²    | La Trinidad Vista Hermosa              | 190      |
| 557   | Unión Hidalgo                        | 14.542   | 112,8 km²   | Unión Hidalgo                          | 13.949   |
| 558   | Valerio Trujano                      | 1.376    | 54,7 km²    | Valerio Trujano                        | -        |
| 559   | San Juan Bautista Valle Nacional     | 23.067   | 684,4 km²   | San Juan Bautista Valle Nacional       | 5.488    |
| 560   | Villa Díaz Ordaz                     | 6.467    | 283,3 km²   | Villa Díaz Ordaz                       | 2.747    |
| 561   | Yaxe                                 | 2.954    | 60,0 km²    | Yaxe                                   | 2.954    |
| 562   | Magdalena Yodocono de Porfirio Díaz  | 1.682    | 39.0 km²    | Magdalena Yodocono de Porfirio Díaz    | 870      |
| 563   | Yogana                               | 1.245    | 65,7 km²    | Yogana                                 | -        |
| 564   | Yutanduchi de Guerrero               | 1.195    | 64,1 km²    | Yutanduchi de Guerrero                 | 1.077    |
| 565   | Villa de Zaachila                    | 46.464   | 81,4 km²    | Villa de Zaachila                      | 13.959   |
| 566   | San Mateo Yucutindó                  | 3.144    | 197,8 km²   | San Mateo Yucutindó                    | 655      |
| 567   | Zapotitlán Lagunas                   | 3.382    | 305,4 km²   | Zapotitlán Lagunas                     | -        |
| 568   | Zapotitlán Palmas                    | 1.695    | 43,8 km²    | Zapotitlán Palmas                      | 1.246    |
| 569   | Santa Inés de Zaragoza               | 1.454    | 83,8 km²    | Santa Inés de Zaragoza                 | -        |
| 570   | Zimatlán de Álvarez                  | 22.093   | 353,7 km²   | Zimatlán de Álvarez                    | 10.986   |

| Detailkaart                  |
| ---------------------------- |
|                              |
| Ligging Oaxaca binnen Mexico |
|                              |
| Gemeenten                    |